# Happy Merchant
Happy Merchant (deutsch: glücklicher Händler) ist eine antisemitische Karikatur eines jüdischen Mannes, welche als rassistisches Hasssymbol besonders auf verschiedenen sozialen Netzwerken und Imageboards im Internet verwendet wird.
Das Bild erscheint häufig auf Websites wie 4chan oder Reddit, wo es oft in antisemitischen Kontexten verwendet wird.

## Geschichte
Das Bild wurde zuerst vom Cartoonisten A. Wyatt Mann (ein Wortspiel von „A White Man“ („Ein weißer Mann“)) erstellt, einem Pseudonym von Nick Bougas. Das Bild war Teil eines Cartoons, der auch eine rassistische Karikatur eines schwarzen Mannes enthielt, und diese Bilder verwendete, um zu sagen: „Seien wir ehrlich! Eine Welt ohne Juden und Schwarze wäre wie eine Welt ohne Ratten und Kakerlaken“. Die Karikatur wurde zuerst in gedruckter Form veröffentlicht, erschien jedoch im Februar 2001 online.
Diese stereotype antisemitische Karikatur verbreitete sich in verschiedenen Internet-Communitys, wo Benutzer begannen, Variationen davon zu erstellen.
Das „Happy Merchant“ Mem unterstützt das antisemitische Klischee, dass Juden „heimlich die Übernahme der Welt planen“.

## Beschreibung
Das Bild ist als abwertende Darstellung gedacht und bedient sich vieler Stereotypen über Juden.
Dazu gehören:
- Eine große, hakenförmige Nase („Judennase“).

- Eine Kippa (jüdische Kopfbedeckung).

- Ein bösartiges Lächeln, ein leicht gekrümmter Rücken und aneinander geriebene Hände sollen Habgier oder Intrigen anzeigen.

- Eine Glatze, dicht gelocktes schwarzes Haar und ein dicht gelockter schwarzer Bart.

## Verwendung
Dieses Bild ist eine Form antisemitischer Propaganda, die in Internet-Communitys der Alt-Right wie 4chan, anderen „Chan“-Websites und auf anderen Message Boards wie Gab weit verbreitet ist.
„Happy Merchant“ wurde auch in andere gängige Mems im Internet integriert, darunter „Pepe der Frosch“ („Pepe the Frog“), eine ursprünglich unpolitische Karikatur eines Frosches, die für rassistische Zwecke usurpiert wurde.
2017 twitterte Al Jazeera auf seinem offiziellen englischsprachigen Twitter-Konto ein Bild, auf dem der „Happy Merchant“ zu sehen war. Der Tweet bewarb eine Story über den Klimawandel und unterstellte, dass Juden hinter dem Narrativ des Klimawandels stecken. Al Jazeera löschte den Tweet später mit der Begründung, er sei in einem Segment verwendet worden, in dem es um antisemitische Verschwörungstheorien der Alt-Right zum Klimawandel ging.